# جوان بادروس
جوان بادروس (بالإسبانية: Juan Padrós)‏ أول رئيس لنادي ريال مدريد بعد تأسيسه ومن مؤسسي النادي ويعتبر أول رئيس فعلي لريال مدريد واستمرت فترة رئاسته حتى عام 1904 ليخلفه شقيقه كارلوس بادروس.